# Harold Riley
Pour les articles homonymes, voir Riley.
Harold Riley, né le 21 décembre 1934 dans le district métropolitain cité de Salford et mort le 18 avril 2023, est un peintre, graveur et lithographe britannique.

## Biographie
Né en 1934 à Salford, Harold Riley vend sa première toile à la City Art Gallery de Salford à l'âge de onze ans. Il étudie la lithographie et la gravure à la Slade School of Fine Art de Londres.